# Aureïna
L'aureïna és una família de pèptids antibacterians que són secretats per unes glàndules dorsals de les granotes Litoria aurea, Litoria raniformis, Litoria citropa i per granotes del gènere Uperoleia.